# Piatto
Piatto är en ort och kommun i provinsen Biella i regionen Piemonte i Italien. Kommunen hade 504 invånare (2018).